# Max Niederlag
Max Niederlag (Heidenau, 5 de maio de 1993) é um desportista alemão que competiu no ciclismo na modalidade de pista, especialista nas provas de velocidade.
Ganhou uma medalha de bronze no Campeonato Mundial de Ciclismo em Pista de 2016 e quatro medalhas no Campeonato Europeu de Ciclismo em Pista, nos anos 2012 e 2015.

## Medalheiro internacional
| Campeonato Mundial | Campeonato Mundial     | Campeonato Mundial | Campeonato Mundial     |
| Ano                | Lugar                  | Medalha            | Competição             |
| ------------------ | ---------------------- | ------------------ | ---------------------- |
| 2016               | Londres ( Reino Unido) | Medalha de bronze  | Velocidade por equipas |
| Campeonato Europeu |                        |                    |                        |
| Ano                | Lugar                  | Medalha            | Competição             |
| 2012               | Panevėžys ( Lituânia)  | Medalha de ouro    | Velocidade por equipas |
| 2012               | Panevėžys ( Lituânia)  | Medalha de prata   | Velocidade individual  |
| 2015               | Grenchen ( Suíça )     | Medalha de prata   | Velocidade individual  |
| 2015               | Grenchen ( Suíça )     | Medalha de bronze  | Velocidade por equipas |